# ハーデスエンタテインメント
株式会社ハーデスエンタテインメント（英文社名：HADES Entertainment Inc.）は、東京都目黒区に本社を置く日本の芸能プロダクション。
2013年4月、東京都目黒区に設立。代表者の原知行はフジテレビの音楽番組『HEY!HEY!HEY!』の社外プロデューサーおよび株式会社dwangoの取締役出身である。

## 所属タレント
※2019年現在

### アーティスト
- SILVA
- 高田由香

### タレント
- しらほしなつみ
- 妹田佳奈子

### 文化
- 玉川玲
- あさの☆ひかり

### 子役
- RIN
- 小野日花里

### かつて所属していたタレント
- rhythmic
- あやまん監督
- 松嶋ののか
- 小林愛美
- 斉藤夏海
- Cherry
- 坂井琴奈
- 吉住はるな
- 岩﨑名美
- Rina
- 内田恭子
- 丸田絵里子
- 熊切あさ美
- 八鍬里美